# The Public
The Public è un film del 2018 scritto e diretto da Emilio Estevez.
Del cast corale fanno parte, oltre allo stesso Estevez, Alec Baldwin, Jena Malone, Christian Slater, Gabrielle Union, Taylor Schilling, Michael Kenneth Williams e Jeffrey Wright.

## Trama
Un enorme fronte d'aria fredda colpisce il Midwest. Dopo aver appreso che i rifugi di emergenza non hanno più posti disponibili, un gruppo di senzatetto di Cincinnati, guidato da Jackson, si rifugia nella biblioteca pubblica all'ora di chiusura, rifiutandosi di andarsene. Quello che inizia come un'occupazione nonviolenta si trasforma rapidamente in una situazione di stallo, con la polizia antisommossa, guidata da un negoziatore di crisi e un avvocato con alte ambizioni politiche. I due bibliotecari, Stuart e Myra, rimangono coinvolti nella negoziazione tra senzatetto e polizia.

## Distribuzione
La pellicola è stata scelta come film d'apertura del Santa Barbara International Film Festival, il 31 gennaio 2018.